# Vonal

Vonal, ami kettéosztja a síkot

A képzőművészeti ágak alapvető kifejezési eszköze között a vonal is megtalálható. Míg az építészetben a vonal két tér határa, a festőművészetben a színnek és a világos-sötét foltoknak van alárendelve. A rajzban és a sokszorosító grafikában ez az egyetlen kifejezési eszköz. Fontos szerepe van a fotográfiában, különösen a fekete-fehér képek esetén.
A művész a tárgyakat, a teret, a levegőt is vonalakkal ábrázolja. A vonal nagyszerűsége és titka abban van, hogy formákat lehet vele létrehozni. Amikor szabadon, kötetlenül rajzolgatunk, a vonalak segítségével figurákat hozhatunk létre, de pusztán belső ritmusunkat is kifejezhetjük.

## A vonal néhány jellemzője
A vonalnak, bár egyszerű idomnak látszik, sokféle tulajdonsága van, melyek meghatározzák a nézőre gyakorolt hatását. Ezek közül néhány:
- hossz
- vastagság
- szín
- kitöltöttség
- egyenes vagy görbült
- irány
- változékonyság
- nyílt vagy zárt
- stb.

## Két egyenes vonal

Két vonal, ami feszültséget kelt

A vonalnak kettős jelentősége van: lehet önálló vizuális tárgy, ha magában áll egy fehér papíron. Ha mellé rajzolunk egy másik, tőle eltérő vonalat, ez a másik vonal azonnal valamilyen viszonyba kerül az elsővel, megszervezi és tagolja a teret. Ha ezt a két vonalat szembehelyezzük egymással, már tér alakul ki, formát hoznak létre és körvonal is kialakulhat. A vonal most már az alap kétdimenziós felületének határa.

## Több egyenes vonal

Hat vonal, amik térbeli alakzat képzetét keltik

Ha a kétdimenziós felületen több egyenes vonal van, sokféle eset lehetséges. A vonalak lehetnek egymással párhuzamosak, ekkor egy ismétlődő ritmust hoznak létre. Ha a vonalak egymással nem párhuzamosak, a térbeliség hamis illúzióját kelthetik, ráirányítják a figyelmet egy adott térrészre, vagy behatárolnak egy felületet. Ha satírozzuk a köztük kialakuló részt, azzal anyagi voltára is utalhatunk, vagy akár árnyékot is rajzolhatunk. Ilyenkor a vonalak már foltokat alkotnak, és a kétdimenziós felületből akár háromdimenziós, térbeli alakzatokká válnak.

## Egy Bouguereau-rajz

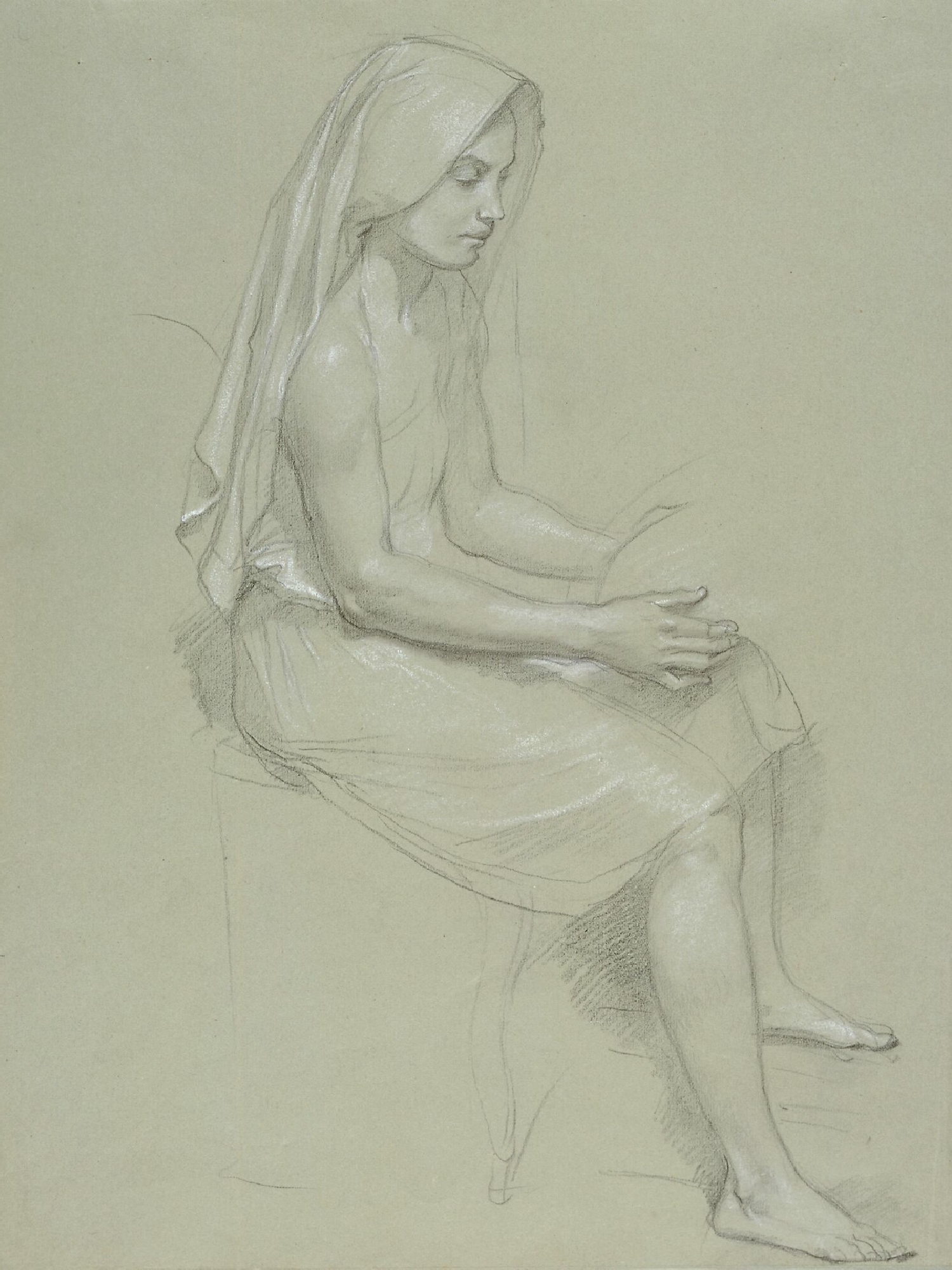
Bouguereau (1825-1905): Lepellel borított ülő női alak (tanulmány)

Ilyen művészeti alkotás például Bouguereau ceruzarajza is. A képen a görbe vonalak dominálnak. A rajzoló pontosan rajzolta meg a kontúrokat. A test a tér határához képest gyenge, hiszen a test is ugyanolyan fehér, mint a háttér. Bouguereau ezzel a művével inkább a vonal mozgását fejezi ki, de ugyanakkor érzékelteti a test térbeliségét is.